# Dmitrij Tokariew
Dmitrij Stiepanowicz Tokariew (ros. Дмитрий Степанович Токарев, ur. 18 września?/1 października 1902 we wsi Isajewo Diedowo w guberni orenburskiej, zm. 19 listopada 1993 w Moskwie) – pracownik radzieckich służb specjalnych, kadrowy funkcjonariusz OGPU, NKWD i Ludowego Komisariatu Bezpieczeństwa Państwowego, generał major (od 9 lipca 1945 roku), członek WKP(b) (od 1927 roku), dwukrotny deputowany do Rady Najwyższej ZSRR, jeden z wykonawców zbrodni katyńskiej, który w 1991 roku zeznawał w śledztwie w sprawie zbrodni jako świadek.

## Służba w organach bezpieczeństwa ZSRR
Od 1938 do 1945 roku szef Obwodowego Zarządu NKWD w Kalininie (obecnie Twer), w latach 1945–1948 minister Bezpieczeństwa Państwowego Tadżyckiej Socjalistycznej Republiki Radzieckiej, a w latach 1948–1953 minister Bezpieczeństwa Państwowego Tatarskiej Autonomicznej Socjalistycznej Republiki Radzieckiej. W 1954 roku przeniesiony do rezerwy ze względu na stan zdrowia.

## Udział w zbrodni katyńskiej
W kwietniu i maju 1940 roku w siedzibie Obwodowego Zarządu NKWD w Kalininie, którego Dmitrij Tokariew był naczelnikiem, funkcjonariusze NKWD rozstrzelali przeszło 6300 polskich jeńców wojennych z obozu w Ostaszkowie pochowanych następnie w Miednoje (część zbrodni katyńskiej). Dmitrij Tokariew osobiście nie rozstrzeliwał polskich jeńców i nie znalazł się na liście 125 funkcjonariuszy NKWD nagrodzonych przez Ławrientija Berię rozkazem nr 001365 NKWD ZSRR z dnia 26 października 1940 roku „za pomyślne wykonanie zadań specjalnych” (w rozkazie tym wymieniono funkcjonariuszy NKWD bezpośrednio uczestniczących w przygotowaniu zbrodni i jej wykonaniu). Jak wyjaśnił w swoich zeznaniach w 1991 roku, „nie miał dostatecznego doświadczenia czekistowskiego”. Mimo to rosyjski historyk Nikita Pietrow stwierdza, że Tokariew dowodził akcją rozstrzeliwania, sprawując nad nią ogólny nadzór jako szef Obwodowego Zarządu NKWD i przerzucając bezpośrednie kierowanie na swoich zastępców. Zwracano również uwagę, że w kwietniu 1940 roku Dmitrij Tokariew przesyłał do Wsiewołoda Mierkułowa telegramy z informacjami o wymordowaniu kolejnych partii jeńców przywożonych do Kalinina.

## Rola w śledztwie w sprawie zbrodni katyńskiej
W 1991 roku złożył przed rosyjskim prokuratorem wojskowym, ppłk. Anatolijem Jabłokowem, obszerne zeznania dotyczące zbrodni katyńskiej, m.in. opisał działania Wasilija Błochina, Nikołaja Siniegubowa i Michaiła Kriwienki, mordujących jeńców w tzw. więzieniu wewnętrznym NKWD, mieszczącym się w piwnicach gmachu kalinińskiego NKWD (obecnie Twerski Instytut Medyczny). Drugie z tych zeznań, nagrane 20 marca 1991 roku na taśmie magnetowidowej, zostało w 1994 roku opublikowane w Polsce w „Zeszytach Katyńskich”. Na wykorzystanie zeznań Dmitrija Tokariewa do celów naukowych wyraził w 1992 roku zgodę zastępca Prokuratora Generalnego RP.

## Odznaczenia
- Order Lenina
- Order Czerwonego Sztandaru (dwukrotnie)
- Order Czerwonego Sztandaru Pracy (dwukrotnie)
- Order „Znak Honoru”
- Order Wojny Ojczyźnianej II klasy